# Sinagoga Dunedin
La Sinagoga Dunedin (en anglès: Dunedin Synagogue) és una sinagoga històrica de la localitat de Dunedin, Nova Zelanda. És la sinagoga més austral del món. La primera congregació jueva de Dunedin es va reunir el gener de 1862, a la casa de H. E. Nathan, al carrer George. Els plans per mudar-se a una sinagoga més gran es feien realitat l'any 1875. En aquest moment la congregació havia crescut fins al punt que la nova sinagoga era una de les més grans de l'hemisferi sud, i un dels llocs de culte més importants de Dunedin. El nou edifici va ser inaugurat l'any 1881.